# Pola Elster

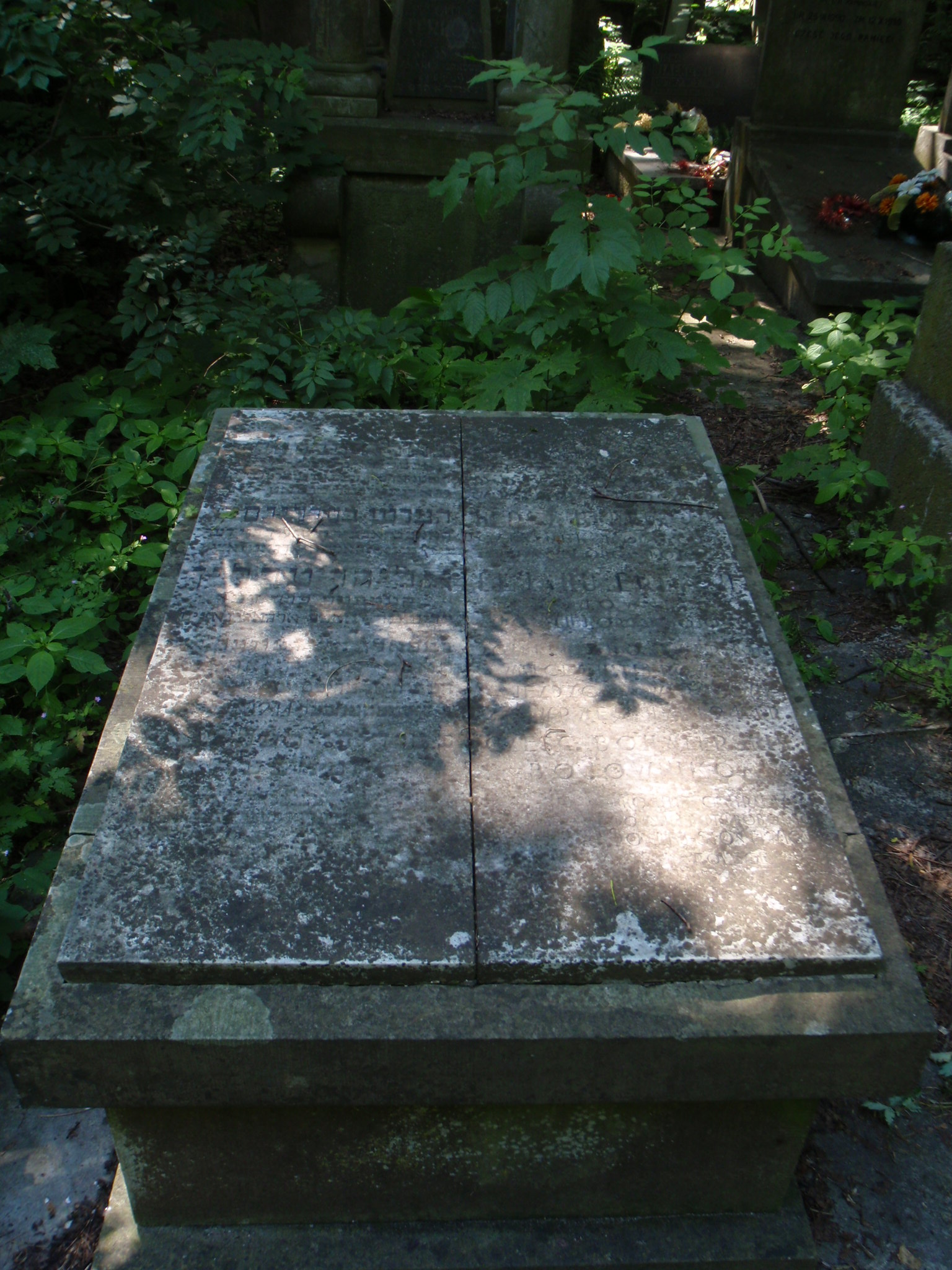
Grób Poli Elster, Hersza Berlińskiego i Eliahu Erlicha na cmentarzu żydowskim w Warszawie

Pola (Perla) Elster, ps. „Ewa”, „Goldman” (ur. 28 listopada 1911 w Warszawie, zm. 27 września 1944 tamże) – żydowska działaczka społeczna, posłanka do Krajowej Rady Narodowej (1943–1944).

## Życiorys
Była z zawodu krawcową. W dwudziestoleciu międzywojennym działała w radykalnych organizacjach lewicowych (poczynając od czasów gimnazjalnych), za co była dwukrotnie aresztowana (1929, 1933). 
Podczas II wojny światowej, w getcie warszawskim była członkiem Żydowskiej Organizacji Bojowej. Po upadku powstania w getcie została wywieziona do obozu pracy przymusowej SS w Poniatowej (woj. lubelskie), skąd dzięki Teodorowi Pajewskiemu uciekła i wróciła do Warszawy. Dalej działała w konspiracji. Została zgłoszona przez Poalej Syjon-Lewicę do Krajowej Rady Narodowej – ślubowanie złożyła 31 grudnia 1943. W marcu 1944 stanęła na czele tzw. referatu ds. żydowskich powołanego przez KRN (wraz z Adolfem Bermanem). Poległa na Żoliborzu, podczas powstania warszawskiego. Została pochowana w alei głównej cmentarza żydowskiego przy ulicy Okopowej w Warszawie (kwatera 39-1-6). 
27 czerwca 1947 została odznaczona pośmiertnie Krzyżem Grunwaldu II klasy.
W 1949 drukiem ukazały się Kartki z notatnika Poli Elster („Nasze Słowo”, nr 7/8).